# صاروخ مضاد للسفن

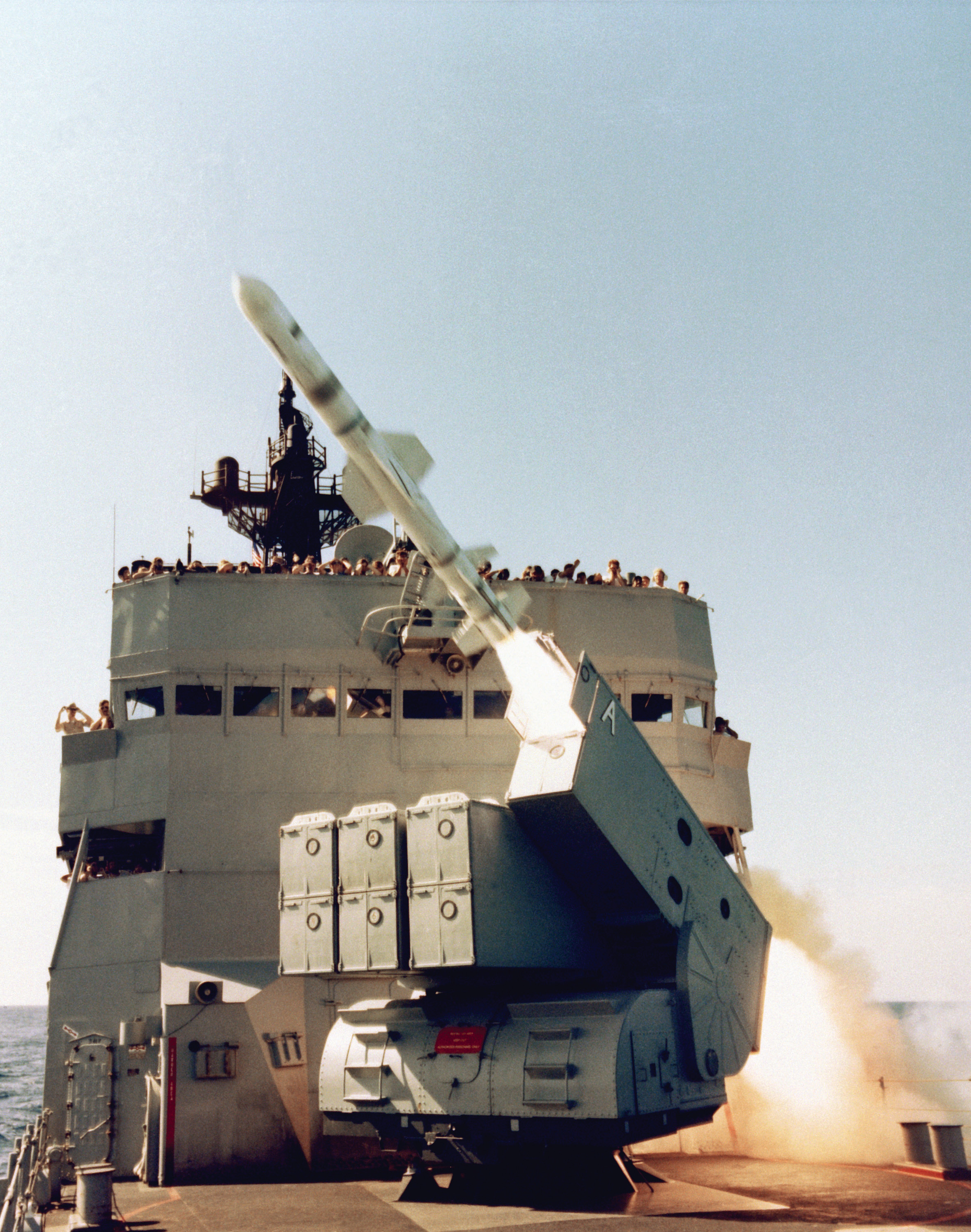
إطلاق للصاروخ الهاربون الأمريكي.

صاروخ مضاد للسفن هو صاروخ موجه مصممة للاستخدام ضد السفن. معظم الصواريخ المضادة للسفن تستخدم نظام الملاحة بالقصور الذاتي وأيضا التوجيه بالرادار سويا وتقوم الطيران بملاصقة سطح البحر. قد تطلق الصواريخ من عدة منصات، منها السفن، والغواصات، والطائرات وأيضا المنصات البرية.

## صواريخ مضادة للسفن
- بوينغ هاربون
- سي سكوا
- إكزوست